# Andrzej Zieliński
Andrzej Franciszek Zieliński, född 20 augusti 1936 i Warszawa, död 8 december 2021, var en polsk friidrottare inom kortdistanslöpning.
Zieliński blev olympisk silvermedaljör på 4 x 100 meter vid sommarspelen 1964 i Tokyo.